# 立方英寸
立方英寸是英制的體積單位，使用於美國、加拿大与英國。1立方英寸相当于每邊長度為1英寸（2.54釐米）的立方體體積，符号in3。

## 單位換算
一立方英寸等於：
- 16.387064立方釐米
- 0.0002143347050754458立方碼
- 0.000016387064立方米
- 0.0005787037037037037立方英尺
- 0.0043290043290043美制加侖
- 0.003604650149909英制加侖
- 0.0173160173160173美制夸脫
- 0.0144186005996362英制夸脫
- 0.0346320346320346美制品脫
- 0.0288372011992723英制品脫
- 0.016387064升
- 0.5541125541125541美制液量盎司
- 0.5767440239854468英制液量盎司